# Болеславиці (Болеславецький повіт)
Болеславиці (пол. Bolesławice) — село в Польщі, у гміні Болеславець Болеславецького повіту Нижньосілезького воєводства.
Населення — 590 осіб (2011).
У 1975-1998 роках село належало до Єленьоґурського воєводства.

## Демографія
Демографічна структура станом на 31 березня 2011 року:
|          | Загалом | Допрацездатний вік | Працездатний вік | Постпрацездатний вік |
| -------- | ------- | ------------------ | ---------------- | -------------------- |
| Чоловіки | 293     | 77                 | 192              | 24                   |
| Жінки    | 297     | 68                 | 195              | 34                   |
| Разом    | 590     | 145                | 387              | 58                   |